# Okokewa Island
Okokewa Island, auch Green island genannt, ist eine Insel vor Great Barrier Island im Norden der Nordinsel von Neuseeland.

## Geographie
Die Insel befindet sind westlich Great Barrier Island, rund 170 m von der Küste entfernt. Sie bildet den nördlichen Abschluss des Eingangs zum Naturhafen Port Abercrombie. Die steile, bis zu 100 m hohe Insel, besitzt eine Länge von rund 340 m in Westnordwest-Ostsüdost-Richtung und verfügt über eine maximale Breite von rund 240 m in Nordnordost-Südsüdwest-Richtung. Ihre Fläche bemiss sich mit 6,1 Hektar.
Die Insel ist halbseitig bewaldet.